# سرتختی شاه‌آباد
سرتختی شاه‌آباد روستایی در دهستان بمپور غربی بخش کلاتان شهرستان بمپور استان سیستان و بلوچستان ایران است.

## جمعیت
بر پایه سرشماری عمومی نفوس و مسکن در سال ۱۳۹۵ جمعیت این روستا ۶۶۹ نفر (۱۵۹خانوار) بوده‌است.